# Wikstroemia capitellata
Wikstroemia capitellata är en tibastväxtart som beskrevs av Kanesuke Hara. Wikstroemia capitellata ingår i släktet Wikstroemia och familjen tibastväxter. Inga underarter finns listade i Catalogue of Life.